# Restrukturierungsgesetz
Das Restrukturierungsgesetz ist ein deutsches Artikelgesetz mit dem Zweck, dass Finanzinstitute hohe Risiken minimieren und die Kosten künftiger Bankenkrisen selbst tragen. Vor allem systemrelevante Institute sollen den Staat nicht länger zu Rettungsmaßnahmen zwingen können. Die Institute sollen Schieflagen frühzeitig und in erster Linie eigenverantwortlich bewältigen.

## Allgemeines
Die Bundesregierung begründete den Gesetzentwurf zum Restrukturierungsgesetz wie folgt: „Eine der wesentlichen Lehren aus der Finanzmarktkrise ist, dass geeignete Instrumente entwickelt werden müssen, um Banken, die in Schwierigkeiten geraten sind, in einem geordneten Verfahren entweder zu sanieren oder abzuwickeln“. „Gerät ein systemrelevantes Kreditinstitut in eine wirtschaftliche Schieflage, so muss verhindert werden, dass die Schwierigkeiten dieses einen Kreditinstituts sich zu einer nationalen oder gar globalen Krise ausweiten. Wird ein solches Kreditinstitut ungesteuert und ohne Begleitung durch die öffentliche Hand in eine insolvenzbedingte Liquidation entlassen, so kann dies – wie die Erfahrungen mit der Insolvenz von Lehman Brothers gezeigt haben – zu schwerwiegenden Störungen im Finanzsystem und in der Folge zu einer Einschränkung der Kreditversorgung führen. Durch staatliche Stabilisierungsmaßnahmen, die die Fortführung des Geschäftsbetriebs ermöglichen, werden diese Effekte … wirksam vermieden.“ „Es kann den öffentlichen Haushalten nicht zugemutet werden, für die Bewältigung von Bankschieflagen wie in der Vergangenheit einzutreten.“

## Inhalt
Dazu wurden neue gesetzliche Instrumente eingeführt. Seit 2011 ist das Insolvenzverfahren für die Kreditinstitute neu geregelt. Nahezu alle Kreditinstitute in Deutschland müssen jährlich eine Bankenabgabe in einen „Restrukturierungsfonds“ einzahlen. Im Krisenfall sollen die Fondsmittel eingesetzt werden, um eine Bank zu stabilisieren. Seit 2020 liegt das Volumen des Fonds bei ca. 42 Milliarden Euro. Bis 2023 soll der Fonds sein Zielvolumen in Höhe von 1 % der gedeckten Einlagen der Banken der Eurozone erreichen.
Außerdem gelten seit dem 15. Dezember 2010 zehnjährige statt der früher fünfjährigen Verjährungsfristen für die Haftung von Vorständen und Aufsichtsräten börsennotierter Aktiengesellschaften. Diese Frist gilt auch für Fälle vor diesem Zeitpunkt, wenn die zuvor geltende Verjährungsfrist zu diesem Termin noch nicht verstrichen ist.
Damit staatliche Mittel nicht durch aus Sicht des Gesetzgebers unangemessene Vergütungsleistungen aus einer staatlich gestützten Bank abfließen, begrenzt das Gesetz nun auch die Vergütungen für alle Mitarbeiter – nicht nur für die Vorstände – auf 500.000 Euro pro Jahr.

## Gesetzeseinführungen und -änderungen
Mit dem Restrukturierungsgesetz wurden das Kreditinstitute-Reorganisationsgesetz (KredReorgG) und das Restrukturierungsfondsgesetz (RStruktFG) eingeführt. Das Sanierungs- und Reorganisationsverfahren hat kostenrechtliche Änderungen im Gerichtskostengesetz und im Rechtsanwaltsvergütungsgesetz gebracht. Im Falle der Liquidation war im Pfandbriefgesetz die Trennung zwischen insolventen und weiterhin beschränkt operativ tätigen Bankteilen in § 36a PfandBG zu verankern.